# Pueblo triqui
El pueblo triqui (también conocido como la nación triqui o simplemente los triquis) son un pueblo originario que se sitúan principalmente en el noroeste del Estado de Oaxaca, México. La región triqui se encuentra como una isla cultural rodeada por localidades del pueblo mixteco.El pueblo triqui tiene como elementos de cohesión a la lengua, la cosmovisión, el huipil rojo tejido en telar de cintura, entre otros. La lengua triqui se divide en variantes lingüísticas que se corresponde con cada uno de los xumanh-an (/ʃu˧mãʔ˧ã˧/) o chuman' a (/tʃu˧mãʔ˧ a˧˨/) 'el centro' o 'el pueblo'.

## Nombre y Significado
Las palabras «triqui», «triki», «trique» o «trike» son exónimos con los que se conoce a este grupo indígena y a su lengua, sin embargo, conforme al artículo 16 de la Constitución Política del Estado Libre y Soberano de Oaxaca el nombre oficial de dicho pueblo indígena es «triqui», aunque en otros idiomas se les conoce como «trique». Respecto a la etimología y significado de dicha palabra, es desconocida. Hay, sin embargo, quienes como el presbítero José Antonio Gay en su Historia de Oaxaca nos dice que se les denominó "triqui" por la repetición constante de consonantes; el señor Wilfrido C. Cruz en su obra Oaxaca recóndita dice que "triqui" deriva de riquija o nerikiha abajo y kuihi «gente», de modo que kuiniriki significa «gente que vino de abajo o debajo», coincidiendo con la común conseja de que los triquis salieron de los pozos profundos de la tierra; el antropólogo Cesar Huerta Ríos dice que es una corrupción lingüística de dri deriva de dre «padre» y qui «grande o superior», en consecuencia driqui significa «padre supremo». Los triquis tienen autónimos dependiendo de la variedad lingüística: yuvii chianj para Copala; ngwiì chìànj en Itunyoso; y gwiì xìyànj-an para Chicahuaxtla y Santo Domingo del Estado, palabras que quieren decir «persona originaria» o «persona nativa».

## Asentamientos
Los asentamientos más importantes son San Juan Copala en el bajo triqui, San Andrés Chicahuaxtla, San Martín Itunyoso, San José Xochixtlan y Santo Domingo del Estado en el alto triqui, a su vez, corresponden a cada uno de los 5 clanes territoriales de la región triqui. De estos cinco clanes, con excepción de San José Xochixtlan, cuatro tienen la denominación de Chuman' a o Xumanh-an, que en su acepción política significa El Centro, entendiéndose como centro político, administrativo y religioso.
Estas localidades están asentadas en cuatro municipios distintos: 
- Santiago Juxtlahuaca: San Juan Copala;
- San Martín Itunyoso: San José Xochitlán y San Martín Itunyoso;
- Putla Villa de Guerrero: San Andrés Chicahuaxtla y Santo Domingo del Estado, entre otras comunidades del bajo triqui;
- Constancia del Rosario: algunas localidades del bajo triqui.

## Origen legendario
En la tradición oral se dice que los triquis provenían de Monte Albán, de donde fueron expulsados por desobedecer las órdenes del rey. Se desplazaron a la parte baja de la costa oaxaqueña actualmente, pero debido al clima extremadamente caluroso buscaron regiones más altas y se asentaron en Tlaxiaco, de donde también los expulsó el cacique del lugar.

## Historia

Chicahuaxtla dentro de los sitios de la mixteca en el posclásico mesoamericano

Se considera que la zona ocupada por los triquis ha estado habitado desde tiempos muy remotos. La lingüística arroja cierta luz sobre el origen de los triquis ya que las lenguas triquis y mixtecas están íntimamente relacionadas. Sus primeros habitantes pertenecían al grupo protomixtecano, hablado alrededor de 1500 a. C., del cual surgieron tres grupos, entre ellos el prototriqui. Es aceptado que el prototriqui se separó del grupo mixtecano poco después de la era común. Esta lengua se fue dividiendo hasta llegar a las cuatro variedades que se hablan actualmente.
Durante la época prehispánica, parece ser que la población triqui estuvo sujeta a los mixtecos de Tlachquiauhco, el actual Tlaxiaco. En el siglo xv, los triquis junto con los mixtecos fueron sometidos bajo el gobierno del v Tlahtoani azteca y obligados a rendir tributos. Se considera que la Conquista española tuvo lugar en la primera mitad del siglo xvi, ya que los terrenos triquis fueron adjudicados al parecer, según consta en un litigio por límites, a un antepasado de Don Martín José de Villagómez, por el año de 1537. La evangelización que se inició por esa fecha, por parte del dominico Gonzalo Lucero, sólo tuvo un éxito relativo en la zona de Chicahuaxtla, pero fracasó en la de Copala. Como se puede apreciar, los triquis no fueron sometidos por medio de la guerra, sino mediante la religión, por esta razón podemos ver que aún mantienen varias de las estructuras sociales propias. Con la consumación de la independencia, la situación de los triquis no mejoró, por lo que los indígenas se rebelaron contra sus opresores en 1843, permaneciendo en lucha hasta 1848, año en que fueron derrotados y capturados sus líderes. Aquí una pequeña versión de lo que acontecía en aquellas épocas:
"En 1845, los indios triques se levantaron en armas, a consecuencia de habérseles exigido el pago de las obvenciones parroquiales, que reclamaban los párrocos. Los indios de Chicahuaxtla, capitaneados por Anastasio Pacheco, invadieron la cabecera, el once de enero del año antes citado. En tal ocasión, Cruz dio a conocer su competencia y al influjo que ejercía entre sus conciudadanos. Improvisó una pequeña fuerza de caballería, y de acuerdo con el destacamento de Guardia Nacional que mandaba el capotan don Isaac González, se puso a la cabeza de su improvisada tropa y batió con bizarría a los alzados, haciéndoles varios muertos, en la puerta de la cárcel, donde intentaban sacar a sus presos."
Los triquis han participado activamente en dos movimientos históricos del país: La lucha de Castas (1822-1865) y la Revolución (1910-1919).
San Andrés Chicahuaxtla y San Juan Copala perdieron la categoría de municipios en 1940 y 1948 respectivamente; San Martín Itunyoso es el único municipio triqui que aún existe. En la región alta no se dan conflictos graves por la posesión de la tierra, ya que es muy escasa; ante esta escasez, los habitantes optan por abandonar la región y dirigirse hacia las ciudades cercanas y las más importantes del país. En la región baja, por el contrario, la autoridad tradicional se ha desintegrado, porque el cultivo de café fortaleció la propiedad privada y la violencia por posesión de tierras es frecuente.
En el año de 1956 unos indígenas de la triqui baja asesinaron a varios soldados, en consecuencia, la Fuerza Aérea Mexicana envió aviones que bombardearon y ametrallaron a varios indígenas de San Juan Copala, del barrio Cruz Chiquita así como a otras barrios más, lo que desató una guerra sin tregua que aún tiene sus ecos hoy en día.
El 15 de marzo de 1972 se llevó a cabo el primer Congreso de los Pueblos Triques en San Andrés Chicahuaxtla, convocado por el Gobierno oaxaqueño con la finalidad de plantear la unificación de todas las comunidades triquis y al mismo tiempo recoger las demanda hechas por los indígenas. De este primer Congreso se acordó realizar un segundo congreso con sede en San Juan Copala el 12 de octubre de 1972.
En 1981, los triquis de Copala se organizaron para formar el Movimiento de Unificación y Lucha Triqui (MULT), que luchaba por democratizar el ejercicio del poder en la región, entre otras cosas. En 2003 se convierte en el Partido Unida Popular (PUP), posteriormente algunos exintegrantes del MULT formaron el Movimiento de Unificación y Lucha Triqui Independiente (MULTI), que tuvo una importante participación en la Asamblea Popular de los Pueblos de Oaxaca en 2006.
Hoy en día la lucha armada en la zona de Copala se ha intensificado y debido a una larga serie de conflictos políticos y sociales, sus habitantes se han constituido en un Municipio Autónomo, a ejemplo de los denominados Municipios Autónomos Rebeldes Zapatistas en el Estado de Chiapas. Estos conflictos ha propiciado la emigración de una gran parte de la población copalteca. 
La migración de los triquis, tanto de la zona baja como de la zona alta, no solo es por los conflictos políticos y sociales, sino también por la falta de oportunidades de estudios y trabajo. Han emigrado a los campos agrícolas de Sonora, Sinaloa, Baja California, Cuautla Morelos. Otros tantos a las grandes urbes como la Ciudad de México, el Estado de México, la Ciudad de Oaxaca, entre otros. Pero también han cruzado la frontera norte hacia los Estados Unidos de América o Canadá.

## Demografía
El único parámetro que ha tomado el Instituto Nacional de Estadística, Geografía e Informática (INEGI), para saber el número de indígenas es la cantidad de hablantes de una lengua indígena. El cuadro siguiente muestra la evolución demográfica de los indígenas triquis.
| Siglo XVI | 1900 | 1980   | 1990   | 2000   | 2005   | 2010   | --- | --- | --- | --- | --- | --- | --- |
| --------- | ---- | ------ | ------ | ------ | ------ | ------ | --- | --- | --- | --- | --- | --- | --- |
| 2000      | 3000 | 15,000 | 14,981 | 20,712 | 23,846 | 25,883 | --- | --- | --- | --- | --- | --- | --- |

En California, EE. UU., hay un gran número de indígenas triquis trabajando en los campos agrícolas, según la investigación «Estudio de Trabajadores Agrícolas Indígenas» (ETAI), los triquis son el 10% de los jornaleros y son el tercer grupo indígena con mayor presencia en dichos campos, solo por detrás de los mixtecos y zapotecos.

## Economía

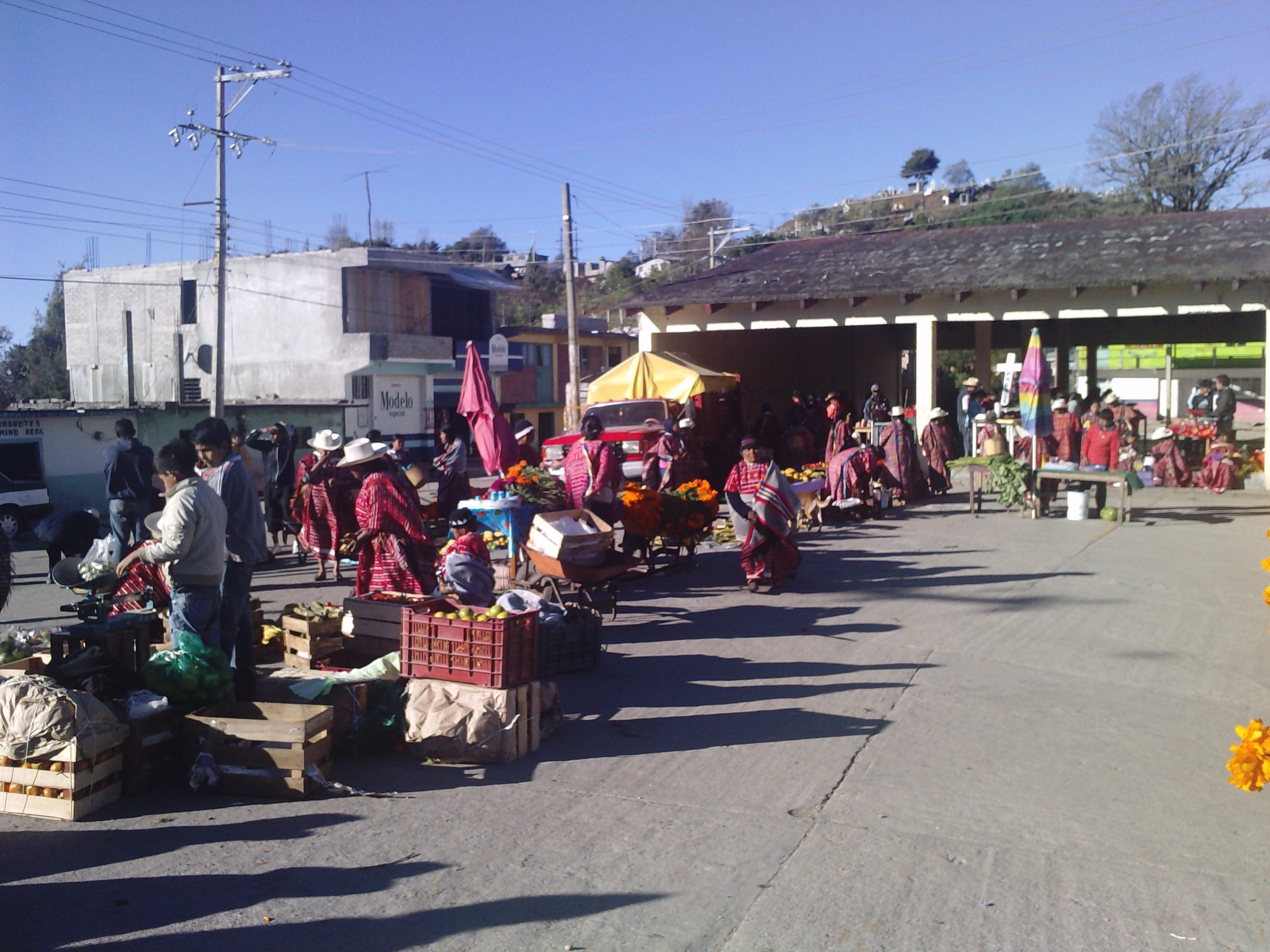
Día de tianguis en San Andrés Chicahuaxtla.

### Agricultura
El ingreso económico de los triquis son el cultivo de maíz, frijol, calabaza, chile, quelite, haba, entre otros, pero el ingreso más importante es el cultivo del café en la zona caliente, también lo es el cultivo del plátano. Estos productos son comerciados en los diferentes tianguis que se ponen en Chicahuaxtla, en Copala, en San Martín Itunyoso, en Tlaxiaco, en Juxtlahuaca o en Putla.
El sistema de cultivo practicado entre los triquis es la «roza, tumba y quema». La forma de cultivar la tierra es peculiar, ya que se trabaja entre varias familias, aproximadamente entre 20 y 30 personas, para sembrar milpa en terrenos extensos, a esta forma de organización laboral se le llama «milpa colectiva» o «milpa en compañía».

### Ganadería
La crianza de animales es otra de las fuentes de ingresos para las familias triquis, crían principalmente ganado bovino, ovino, caprino, porcino y equino. También crían animales de corral en menor cantidad como gallinas, guajolotes y patos. En las tierras bajas también se practica la apicultura.

## Matrimonio y familia

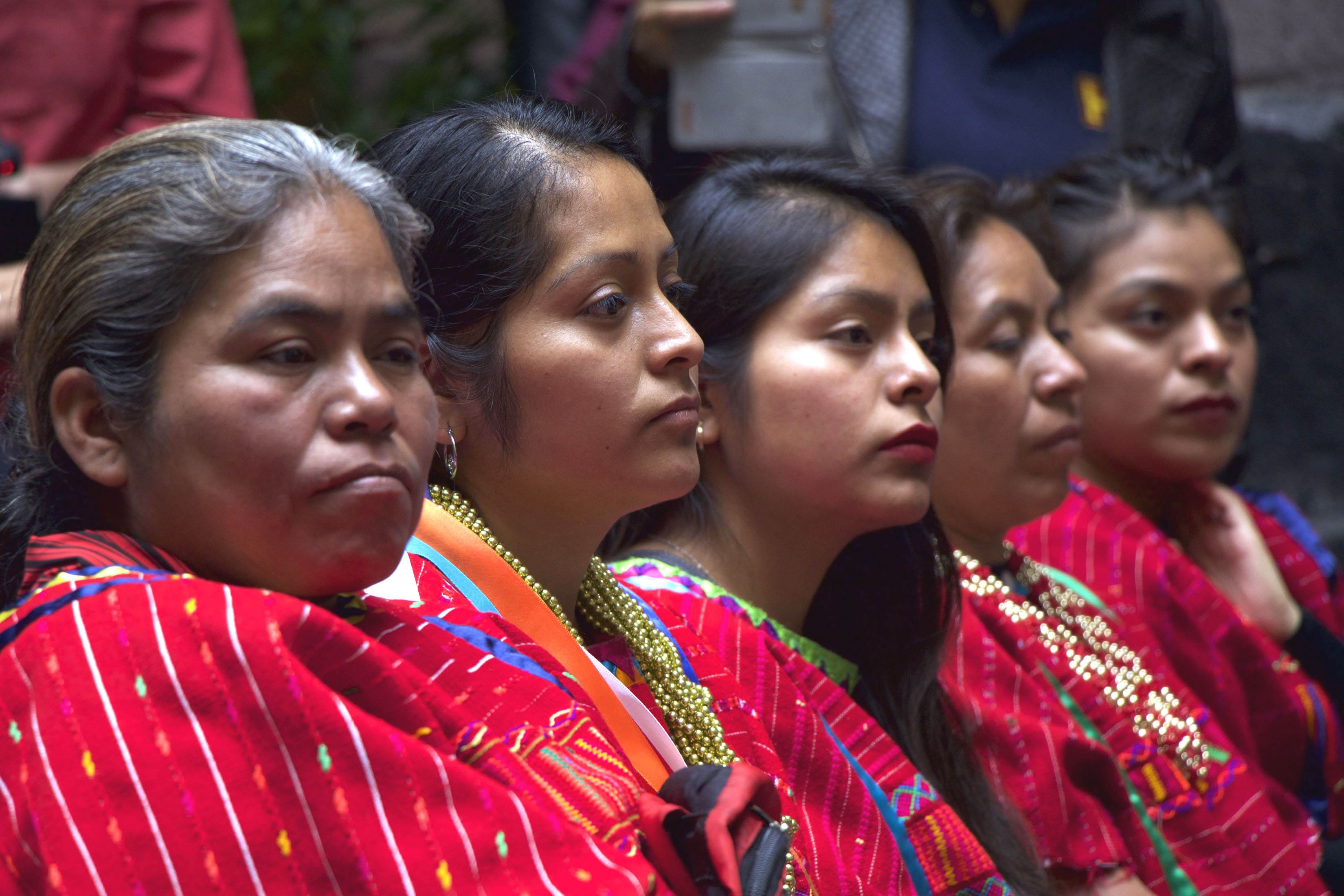
Mujeres de la comunidad triqui.

Una de las costumbres muy arraigadas entre los triquis es el de la «dote». Costumbre que ha causado polémica entre personas que desconocen la cultura triqui, pues para éstos, el dar una dote por medio de dinero a la familia de la mujer se cree que se está comprando a la mujer. Dichas «dotes» en Oaxaca consisten principalmente en regalos en especie (como animales, maíz, chiles, etc.). Al migrar algunas familias triquis han continuado esta práctica, pero en vez de pedir dotes de regalos en especie, el novio y el padre de la novia, acuerdan una cantidad monetaria. Otra característica de las prácticas matrimoniales de la comunidad Triqui, y de otras comunidades indígenas, es que las niñas se casan a temprana edad, desde los 13 y 14 años en las comunidades de origen en Oaxaca, México.

## Servicios públicos
Los pueblos triquis cuentan con luz eléctrica en gran parte de las viviendas así como agua potable, farmacias particulares, también existen molinos públicos y particulares para que las mujeres puedan llevar su nixtamal a moler.  En algunas comunidades se ha establecido servicio de telefonía fija, antenas repetidoras de internet wifi domiciliaria y pública, tiendas comunitarias en varias comunidades de la parte baja, media y alta. La mayoría de las localidades triquis cuentan con caminos de terracería y unos con pavimentación a excepción de Unión de los Ángeles y Yutasani comunidades de la parte baja, que solo se accede a ellas mediante veredas.

### Educación
La mayoría de las comunidades triquis cuenta con escuelas de nivel básico, todas de carácter público y bilingüe, proporcionado por el gobierno mexicano mediante la Secretaría de Educación Pública, tales como:
1. Educación inicial indígena.
2. Escuela preescolar.
3. Escuela primaria bilingüe.

Algunos pueblos cuentan también con escuelas secundarias o telesecundarias, otras tantas tienen escuelas de nivel media superior. Hay algunos barrios o rancherías donde solo habitan uno o dos familias y en las que no hay escuelas, los niños acuden a las escuelas de los pueblos más cercanos.

### Salud
Los pueblos triquis, en gran medida, cuentan con una clínica administrada por un médico y una persona elegida por la comunidad. También cuentan con el Seguro Popular proporcionado por la Secretaría de Salud del gobierno mexicano.
Los triquis hacen una diferencia entre enfermedades que pueden ser curados por médicos alópatas y enfermedades que se curan de manera tradicional mediante plantas medicinales y rituales. En la medicina tradicional los curanderos, que a la vez son chamanes, son los que saben acerca de los males que les suceden a las personas, a estos curanderos se les llama en lengua triqui sií txrùn-un "el que sabe" o "el que conoce",  también se les llama sií gònòhò-o "el que cura". Los curanderos tratan a las personas por enfermedades como la diarrea, vómito, mareo, dolor de estómago, cólicos, entre otros, así mismo curan enfermedades sobrenaturales como el mal de ojo, el dolor por maldad, etc. Si bien el curandero suministra remedios vegetales y domina una amplia gama de procedimientos, recurre sobre todo a la "limpia", que consiste en barrer al paciente con manojos de hierbas, o pasarle un huevo por todo el cuerpo, y al método llamado "soplar", que consiste en soplar al enfermo con varios líquidos preparados a base de plantas medicinales con aguardiente o alcohol.

## Cultura

### Lengua

Lenguas mixtecanas.

Las lenguas triquis, junto con las lenguas mixtecas y el cuicateco, pertenecen a la familia mixtecana y ésta a su vez a la gran familia lingüística otomangue. Conforme al Instituto Nacional de Lenguas Indígenas (INALI), las lenguas triquis están conformadas por 4 variantes, aunque el último es considerado una subvariante del triqui de chicahuaxtla.
- Xna'ánj nu'. Hablado en San Juan Copala
- Snáhánj nìh. Hablado en San Martín Itunyoso
- Nánj nình-in. Hablado en San Andrés Chicahuaxtla
- Tnánj nình-in. Hablado en Santo Domingo del Estado.[25]

Las mujeres y los ancianos son prácticamente monolingües. Aunque hay quienes hablan también el mixteco. Antes de la conquista y después de ella, el mixteco fue lengua vehicular, lengua que sirvió como medio de comunicación con los misioneros españoles. Un sinnúmero de indígenas triquis aprendió también el español desde la época colonial y después de la independencia, porque entraron a trabajar como peones en varias haciendas de Putla y Juxtlahuaca. Actualmente el bilingüismo va en aumento, aún más hay quienes hablan tres o cuadro idiomas, o incluso manejan las cuatro variantes triquis.

### Religión
Los triquis fueron evangelizados por frailes dominicos y se consideran católicos. Sin embargo conservan la religión tradicional y adoran a la naturaleza, a los astros y a los fenómenos astronómicos. Su religión es un sincretismo entre prácticas animistas y chamánicas junto con la religión Cristiana. Otras religiones también han incursionado entre los triquis, sobre todo el protestantismo.
Según la obra titulada «Teogonía triqui», hay un dios creador llamado Nexhequiriac y nueve dioses hijos: (1) Naac Shishec, el dios-tierra, (2) Naac Naac, el dios del sol, (3) Naac Yahui, el dios-luna; (4) Naac Cuhuí, el dios de la luz, (5) Naac Cunmá, el dios del agua; (6) Naac Nanéc, el dios-aire; (7) Naac Yuhuéc, la dios-hielo (8) Naac-Nimá, el dios de la muerte; (9) Naac Chunguy, el dios del infierno.

### Fiestas

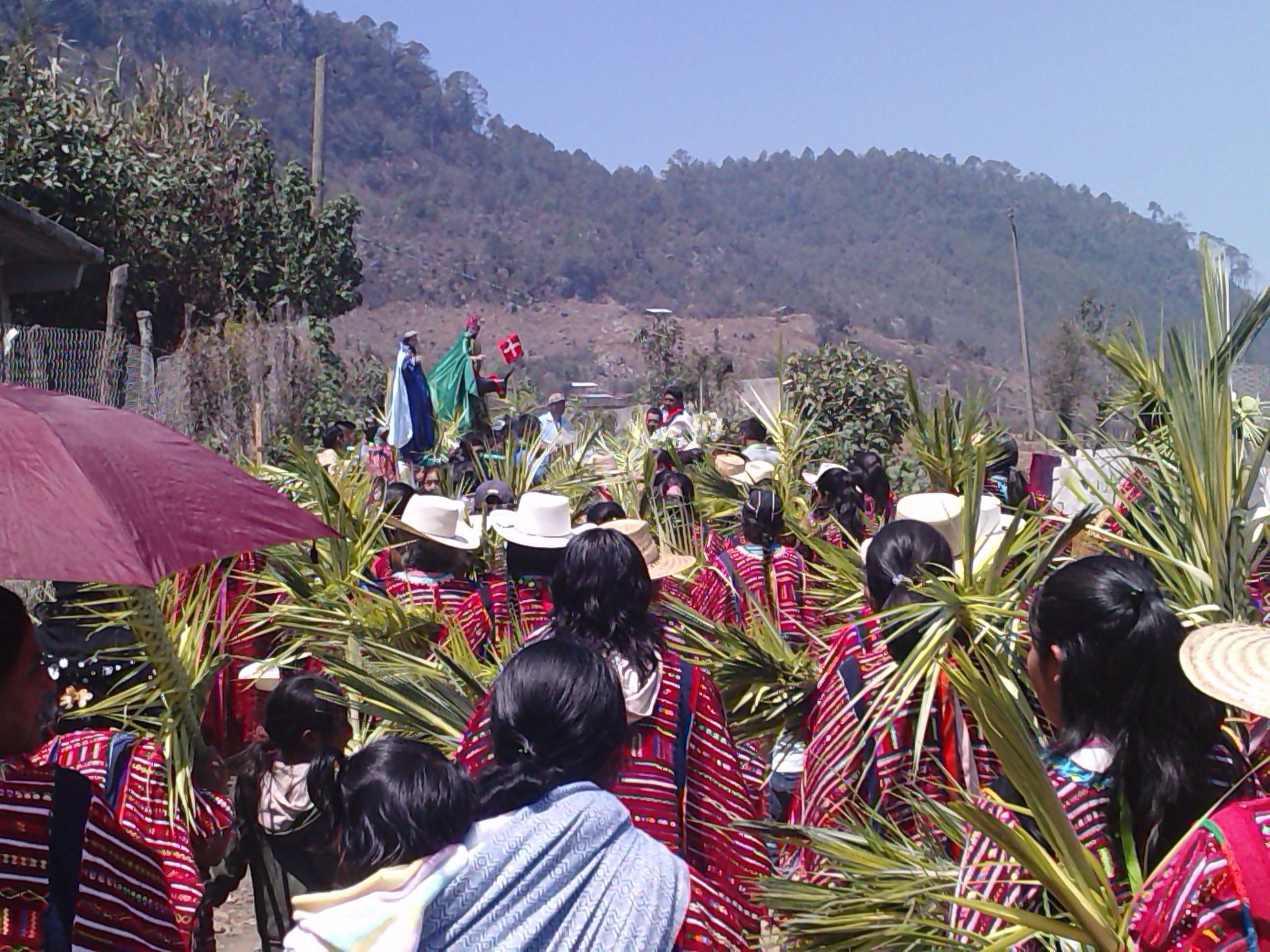
Procesión de Semana Santa triqui en Santo Domingo del Estado.

Los triquis festejan a cada uno de los santos patronos de cada comunidad, por ejemplo: San Andrés, Santo Domingo, la virgen de Guadalupe, entre otros. Una de las fiestas que está retornando fuertemente es la fiesta al "Dios del Rayo". 
La Semana Santa también es una de las fiestas más importantes entre los triqui. Así en la zona alta, en los pueblos de Chicahuaxtla y Santo Domingo, se hacen peregrinaciones en donde ambas comunidades llegan a un punto de encuentro y hacen "bailar" a los santos.
Así mismo el carnaval es una de las fiestas más concurridas y se hacen encuentros entre los diferentes pueblos.

#### Fiesta de carnaval
El carnaval es una fiesta que se celebra anualmente entre los meses de febrero y marzo, siguiendo el calendario litúrgico y con una duración aproximada de una semana, mientras tanto en la región triqui baja dura dos semanas. El nombre del carnaval en la lengua triqui difiere de acuerdo a la variante lingüística. 
En el triqui de Copala, al carnaval se le llama Cha'anj Cutuco, mientras que a los danzantes de carnaval o chilolos se les llama xlolo. En el triqui de Chicahuaxtla el carnaval se llama guducu43 ‘carnaval’.

#### Fiesta del Dios del Rayo en Santo Domingo del Estado

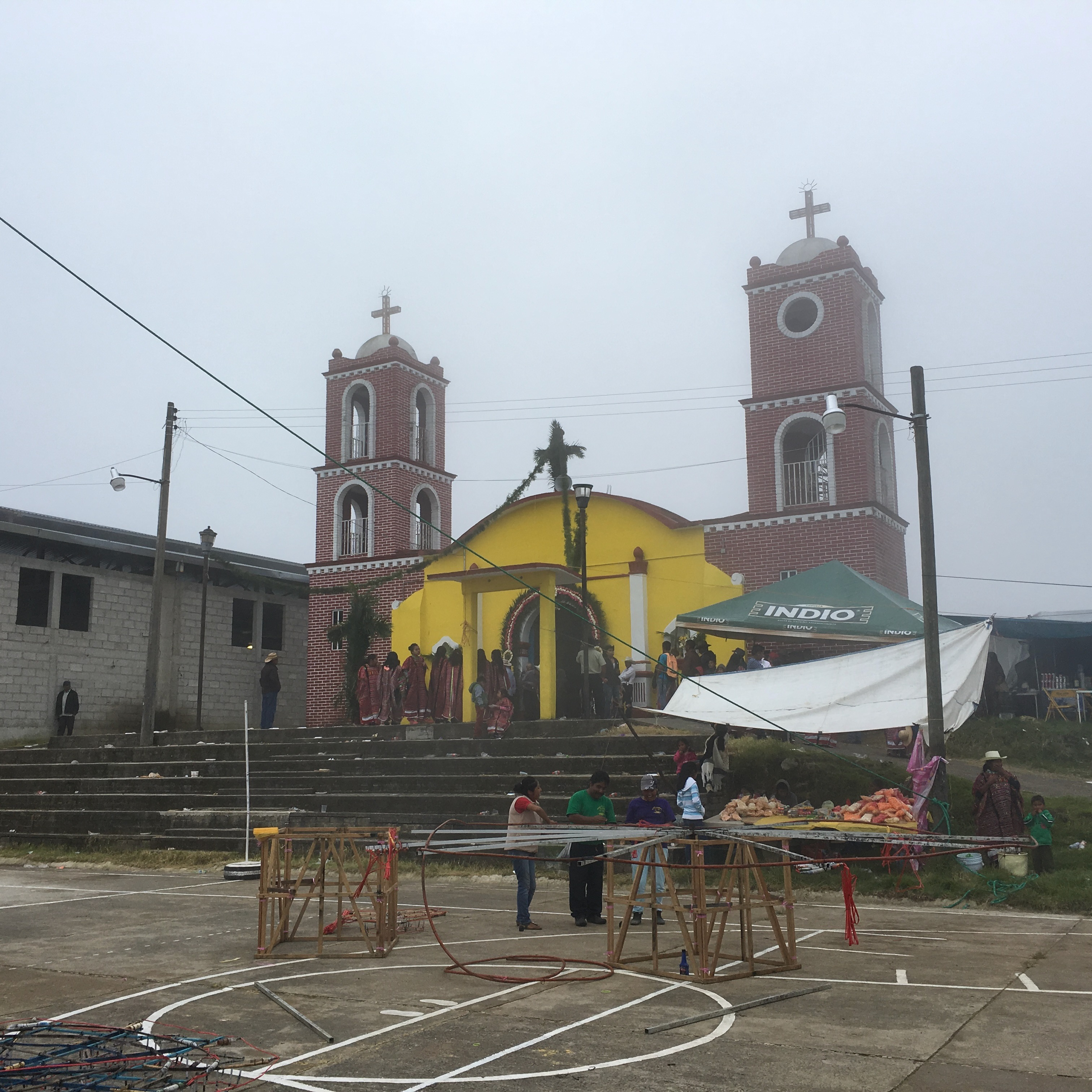
Iglesia de Santo Domingo de Guzmán de la localidad de Santo Domingo del Estado.

Los indígenas triquis acuden cada 25 de abril a la Cueva del Rayo que es la morada de dicho Dios (llamado Yan'anj Du'wi en lengua triqui) en Santo Domingo del Estado para hacer una petición unánime para que llueva y que la tierra vuelva a producir. Para hacer posible que el Dios del Rayo los escuche, esparcen por todos los rincones de la cueva: huevos, aguardiente y copal, grandes ofrendas bajo ritos ceremoniales, música y cantos en lengua indígena, se pide por todos, para que el agua nutra los manantiales y nos de vida por siempre. 
Sumados a este rito, las niñas y niños de la zona triqui, siguiendo la fe, colocan velas que iluminan el camino del Dios del Rayo, quien pronto llegara, haciendo la misma petición de agua para todos los niños del mundo.

### Música
La música tradicional triqui es interpretada principalmente por hombres y mujeres aunque cabe mencionar que han sido pocas. Los instrumentos empleados de manera general en todo el territorio triqui son la guitarra y el violín,  sin embargo, en la zona de Copala éstos siempre van acompañados de un tambor, además se toca la armónica y el órgano de boca que consiste en soplar a través de una hoja para producir sonidos musicales.
Actualmente en la región triqui baja de los copalas predominan las bandas tradicionales y grupos musicales.

### Artesanías

Palo de flores, diseño para morrales triquis

Los huipiles triquis tejidos por las mujeres triquis son una muestra de la gran destreza con que cuentan las mujeres indígenas y que incluso podría decirse que es el símbolo que representa a este pueblo originario, con diseños coloridos y de color rojo. Las niñas también participan en la elaboración de los huipiles, y aprenden desde temprana edad a tejer sus propios huipiles. Varias familias también realizan actividades de alfarería, hacen sombreros, tenates, petates etc. Varios de estos productos son para uso personal y también sirven para comerciar en los mercados locales.

### Vivienda
Su vivienda consiste en una sola pieza con un patio, un corral y una troje anexos; los muros son de lodo en los lugares fríos. El techo es de dos aguas o semicónico y está hecho de zacate, palma o maguey.

### Vestimenta
Anteriormente la vestimenta de los hombres consistía en un calzoncillo hecho de piel,  que era sostenido por un ceñidor tejido y un sarape de la región. Con el paso del tiempo fueron sustituidos por una camisa y un pantalón de manta. En la actualidad los hombres utilizan ropa comercial que compran en la plaza o en tiendas de las ciudades cercanas, solamente el ceñidor se ha conservado. 
El  huipil rojo  es la vestimenta que caracteriza a las mujeres triquis, es de cuerpo completo, tejido en telar de cintura y de uso diario.  Debajo del huipil, las mujeres utilizan un enredo tejido que es sostenido por un ceñidor. En el cabello adornan dos trenzas hechas de estambre y peinetas de diversos colores. Y como complemento, añaden  collares y aretes.

#### Triquis de Santo Domingo del Estado
Las mujeres triquis de Santo Domingo del Estado visten huipiles rojos similares a los usados por las mujeres de San Andrés Chicahuaxtla, debido al cercanía, influencia e intercambio cultural que han tenido durante siglos, usan collares de cuentas, el rebozo, el rollo (tipo de falda), tlacoyales (tipo de trenzas artificiales de hilo), soyate (tipo de cinturón). 

### Deportes
Gran parte de las comunidades triquis cuentan con al menos una cancha de baloncesto, pues es el principal deporte practicado por estos. En todos los festivales se realizan torneos de baloncesto en la que acuden todos los deportistas de la región. Las diferentes instituciones educativas también realizan torneos de baloncesto para compartir con todas las escuelas cercanas. Otro de los deportes que está tomando fuerza es el balompié, aunque no es muy practicado.

## Medios de comunicación
La Comisión Nacional para el Desarrollo de los Pueblos Indígenas (CDI) tiene dos estaciones radiofónicas que transmiten en lengua triqui. La primera es llamada "XETLA La voz de la mixteca" ubicada en la Ciudad de Tlaxiaco, Oaxaca y transmite en mixteco, triqui y español. La segunda estación es la que se encuentra en San Quintin, Baja California denominada XEQIN "La voz del valle" y transmite en mixteco, triqui, zapoteco y español. Recientemente se instaló una radiodifusora comunitaria en la localidad de La Laguna Guadalupe que transmite sus programas en el alto triqui (Chicahuaxtla y Santo Domingo del Estado), llamada 99.1 FM "Eco de la montaña", esta radiodifusora es administrada por la propia comunidad.

#### Lengua triqui en internet
En las dos últimas décadas, el internet se ha convertido en una herramienta de comunicación, en el caso del uso del internet en la comunicación indígena  se puede puro  dos momentos importantes, en primer lugar tenemos el movimiento indígena zapatista de 1994 y el movimiento magisterial popular del 2006 en Oaxaca, con la creación de la Asamblea Popular de los Pueblos de Oaxaca, en sus siglas, APPO. 
En caso particular de la lengua triqui, su historia comienza en el año 2004 con el lanzamiento del portal www.triquis.org, sus contenidos era en español aunque abordaban temas sobre cultura y tradiciones de los pueblos triquis,
Tiempo después, en el año 2009, Fidel Hernández Mendoza, de San Andrés Chicahuaxtla, Putla, Oaxaca lanza su portal: Triquis en movimiento, en donde comienzan a aparecer los primeros contenidos escritos en lengua triqui. En su portal podemos encontrar ensayos y cuentos escritos en su lengua materna. Fidel es pedagogo y lingüista, por lo que en este espacio realiza publicaciones relacionadas con la gramática, escritura y enseñanza de su lengua.
En este mismo periodo, nace el portal triquicopala.com cuyo creador y administrador es Allan Lee. El objetivo del sitio es acercar la cultura triqui a aquellos que por razones de trabajo tuvieron que dejar su pueblo. En este sitio se pueden encontrar diversos temas como historia, noticias y recursos bibliográficos de la cultura y lengua triqui. Es uno de los sitios más completos en cuanto a contenidos del pueblo triqui.
Finalmente, una iniciativa nueva es Lengua y Cultura Triqui que inició en el año 2015, cuyo objetivo es preservar, fortalecer, desarrollar y difundir la riqueza de la lengua triqui.

### En español
- Huerta Rios, Cesar (1981). Organización sociopolítica de una minoría nacional. Los triquis de Oaxaca. México: INI.
- Huerta Rios, Cesar (1994). Triquis. México: Instituto Nacional Indigenísta, Secretaría de Desarrollo Social.
- López Barcenas, Francisco; Avendaño Ramírez, Juan; Et. al. (2005). Con la vida en los linderos, volencia y conflictos en el Ñuú Savi. Derechos indígenas 9. México: Colofón. Archivado desde el original el 16 de junio de 2012.

### En inglés
- Hollenbach, Barbara E. (1999). A Cultural Sketch of the Copala Trique.. México: ILV.
- Starr, Frederick (1908). In indian Mexico: a narrative of travel and labor (en inglés). Chicago: Forbes & Company. OCLC 1525634.